# Bundesgymnasium und Bundesrealgymnasium Lichtenfels
Das Bundesgymnasium und Bundesrealgymnasium Lichtenfels ist ein Bundesgymnasium und Bundesrealgymnasium in der Lichtenfelsgasse im 2. Stadtbezirk St. Leonhard in Graz in der Steiermark.

## Geschichte
In Räumlichkeiten in der Griesgasse wurde 1869 die Schule als k. k. II. Staatsgymnasium gegründet. 20 Jahre nach der Gründung, zog die Schule 1889 in die heute noch genutzten Räumlichkeiten in die Lichtenfelsgasse um. Im Jahr 1909 erfolgte die Umwandlung zu einem Realgymnasium, sodass die Schule daraufhin den Namen k. k. Staats-Realgymnasium Graz erhielt.
Nach dem 1. Weltkrieg erfolgte eine erneute Umbenennung in Bundesrealgymnasium Graz, nach der Gründung einer weiteren Schule des Schultyps Realgymnasium 1932 erhielt sie den Namen 1. Bundesrealgymnasium. Durch die Eingliederung in den NS-Staat wurde das Realgymnasium zur Fischer-von-Erlach-Schule, Staatliche Oberschule für Jungen.
Nach der Befreiung Österreichs wurde die Schule als Bundesrealgymnasium wiedergegründet und erhielt den Namen 1. Bundesrealgymnasium. Während 1964 die Umwandlung in ein reines Bundesgymnasium erfolgte, wurde 1985 die Möglichkeit geschaffen die Schule auch im Zweig Realgymnasium zu besuchen. In Köflach und Gleisdorf wurden in der Nachkriegszeit Exposituren errichtet, die sich im Laufe der Zeit verselbstständigten.

## Lehrangebot
Die Schule bietet zwei Zweige an, einerseits das Gymnasium mit Schwerpunkt auf die sprachliche Ausbildung und andererseits das Realgymnasium mit naturwissenschaftlichen Schwerpunkt. Schüler des Zweiges Gymnasium müssen dabei als zweite Fremdsprache, ab der siebten Schulstufe, zwischen Französisch und Latein wählen. Ab der neunten Schulstufe muss mit Italienisch, Französisch oder Latein eine weitere Fremdsprache belegt werden. Schüler des Zweiges Realgymnasium müssen dagegen erst in der neunten Schulstufe eine zweite Fremdsprache, nach Englisch, wählen. Sie haben dabei die Möglichkeit, sich zwischen Französisch, Italienisch und Latein zu entscheiden. In diesem Zweig sind die Fächer Geometrisches Zeichnen und Darstellende Geometrie verpflichtend zu besuchen. Dazu gibt es mehr Wochenstunden in naturwissenschaftlichen Fächern wie Mathematik, Physik oder Chemie.

## Bekannte Schüler
- Wolfgang Bauer (1941–2005), österreichischer Schriftsteller
- Benedikt Bittmann (* 1959), österreichischer Politiker und Sportfunktionär
- Gernot Brunner (* 1966), österreichische Mediziner
- Herbert Eichholzer (1903–1943), österreichischer Architekt und Widerstandskämpfer gegen den Nationalsozialismus
- Alfred Gutschelhofer (* 1960), österreichischer Ökonom, Rektor Universität Graz
- Franz Hasiba (* 1932), österreichischer Politiker, Grazer Bürgermeister, stellvertretender Landeshauptmann der Steiermark
- Werner Hollomey (* 1929), österreichischer Architekt, Rektor TU Graz
- Harald Kainz (* 1958), österreichischer Ingenieur, Rektor TU Graz
- Heimo Kump (* 1968), österreichischer Fußballtrainer
- Nikolaus Leytner (* 1957), österreichischer Filmregisseur und Drehbuchautor
- Helmut List (* 1941), österreichischer Industrieller
- Siegfried Nagl (* 1963), Grazer Bürgermeister
- Wolfgang Peschl (* 1958), österreichischer Kameramann, Regisseur und Drehbuchautor
- Caroline Pilhatsch (* 1999), österreichische Schwimmerin
- Gerhard Präsent (* 1957), österreichischer Komponist und Dirigent
- Gerhard Roth (1942–2022), österreichischer Schriftsteller
- Eduard Stadelmann (1920–2006), österreichischer Botaniker
- Gunter Wesener (1932–2023), österreichischer Rechtswissenschaftler

## Bekannter Lehrer
- Hans Pirchegger (1875–1973), österreichischer Historiker